# Казалини, Джироламо Мария
Джироламо Мария Казалини (итал. Girolamo Maria Casalini, 17 декабря 1915 года, Сиена, Италия — 28 августа 1982 года, Флоренция, Италия) — католический прелат, второй епископ Манзини с 18 декабря 1965 года по 24 января 1976 года. Член монашеского ордена сервитов.

## Биография
Родился в 1915 году в Сиене, Италия. В 15-летнем возрасте вступил в монастырь сервитов Monte Senario. Изучал богословие в семинарии La Poggerina. 19 июня 1938 года был рукоположён в священники. С 1950 года служил в католической миссии в епархии Манзини, Свазиленд. По поручению епископа Костантино Барнески основал малую семинарию в Манзини. Был её первым ректором. В 1964 года был назначен провинциалом Тосканской провинции монашеского ордена, после чего возвратился в Италию.
18 декабря 1965 года римский папа Павел VI назначил его епископом Манзини. 12 февраля 1966 года в соборе Санта-Мария-дель-Фьоре состоялось его рукоположение в епископы, которое совершил архиепископ Флоренции кардинал Эрменеджильдо Флорит в сослужении с титулярным архиепископом Неаполиса Писидийского Пьетро Сигизмонди и титулярным епископом Селеусианы Джованни Бьянки.
Рукоположил во священники Алоизия Зване, будущего епископа Манзини.
В 1972 году серьёзно заболел, после чего возвратился в Италию. В 1974 году приехал в Свазиленд, но из-за слабого здоровья был вынужден вскоре снова возвратиться на родину. 24 января 1976 года подал в отставку. Проживал в монастыре Благовещения во Флоренции, где скончался в 1982 году.